# Kulturhaus „Maxim Gorki“ (Radeberg)

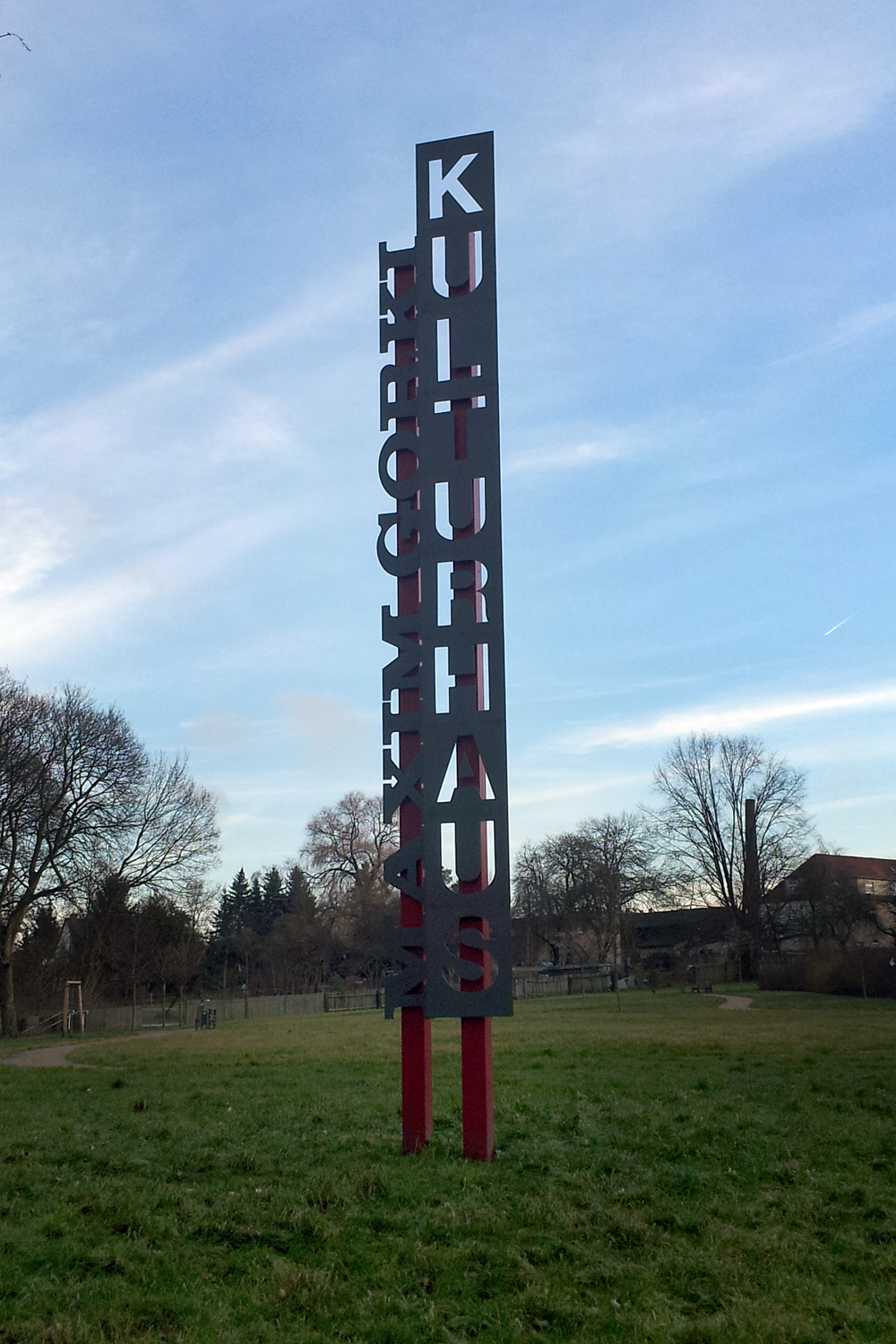
Stele am Ort des ehemaligen Kulturhauses

Das Kulturhaus „Maxim Gorki“ war eine kulturelle Einrichtung in der sächsischen Stadt Radeberg und das erste Kulturhaus in der Sowjetischen Besatzungszone (SBZ).

## Geschichte

### Planung und Bau
Nach dem Ende des Zweiten Weltkriegs wurde in der SBZ unter anderem damit begonnen, kulturelle Angebote für die Bevölkerung zu schaffen. Auf Initiative der SMAD wurde mit dem Bau von Kulturhäusern begonnen. In Radeberg stellte die „Sowjetische Aktiengesellschaft GERÄT in Deutschland, Werk Sachsenwerk Radeberg“ (ab 1952 VEB Sachsenwerk Radeberg und ab 1956 VEB RAFENA-Werke Radeberg) für die Errichtung einer solchen Institution mehrere Gebäude auf dem werkseigenen zentrumsnahen Grundstück Dresdner Straße 1 zur Verfügung. Die Gebäude, die zum Kulturhaus umfunktioniert werden sollten, dienten vorher als Möbel- und Klavierfabrik, als Textilproduktionsstandort, als Arbeitsdienstlager, Lazarett und Umsiedlerwohnheim. Im Jahr 1947 begann der Umbau des Komplexes unter der Leitung des sowjetischen Generaldirektors des Sachsenwerkes Radeberg, Iwan Michailowitsch Fomin, und des späteren Kulturdirektors des Betriebes, Wolfgang Bergold. Das Kulturhaus erhielt in einem der 2 Hauptgebäude einen großen Mehrzweck-Saal (einschl. Kino-Ausstattung) mit Garderoben sowie eine öffentliche Gaststätte. Im zweiten Hauptgebäude wurden im gesamten Erdgeschoss Räume für einen Kindergarten und in den beiden oberen Etagen ein kleiner Saal, mehrere Räumlichkeiten für kleinere Veranstaltungen sowie individuell eingerichtete und ausgestattete Klubräume für Zirkel-Tätigkeiten eingebaut. Am 24. Juli 1948 wurde das Kulturhaus zunächst als „Klubhaus Sachsenwerk Radeberg“ als erstes Kulturhaus in der SBZ eröffnet, später erfolgte die Benennung der Einrichtung nach dem russischen Schriftsteller Maxim Gorki. Träger des Kulturhauses war zunächst das Sachsenwerk Radeberg, später dessen Rechtsnachfolger VEB RAFENA-Werke Radeberg und der VEB Robotron-Elektronik Radeberg.

### Nutzung
Das Kulturhaus entwickelte sich sehr schnell, besonders aber in der Zeit der DDR, zum kulturellen und sozialen Zentrum der Stadt. Parallel zur Nutzung als Kulturhaus wurde bereits Mitte 1948 der erste Kindergarten, vorrangig für Kinder der Beschäftigten des Sachsenwerkes Radeberg, eröffnet. Nach der Verlegung des Kindergartens 1953 in ein speziell dafür ausgebautes Gebäude an der Peripherie des Sachsenwerkes wurde in den freigewordenen Räumen ein Ballettsaal eingerichtet. Die Veranstaltungsräume wurden unter anderem als Musik-, Billard- und Schachzimmer genutzt. Die erste Filmvorführung fand 1949 statt. Die Ballettgruppe des Kulturhauses gehörte 1978 zur Delegation der DDR bei den Weltfestspielen der Jugend und Studenten in Havanna. Außerdem bildeten sich verschiedene Chöre, Theatergruppen (u. a. ein Arbeitertheater), Kunst- und Fotozirkel im Radeberger Kulturhaus, die für die gesamte Region Radeberg offen waren und kostenlos genutzt werden konnten. Bereits 1951 ist der Mal- und Zeichenzirkel gegründet worden, den der Dresdner Kunstmaler Rosso Majores von 1952 bis 1990 leitete und der heute noch besteht. Regelmäßig wurden Konzerte, Film- und Theatervorführungen und auch größere Veranstaltungen der Heiteren Muse angeboten. Die monatliche Programmvorschau sowie die Arbeitspläne der Zirkel sind monatlich im Radeberger Kulturleben veröffentlicht worden. Für das Jahr 1982 sind 979 Veranstaltungen und etwa 110.000 Besucher im Kulturhaus verzeichnet. Im gleichen Jahr wurde die Einrichtung mit der Ehrenurkunde des Zentralvorstandes des FDGB ausgezeichnet. Außer für kulturelle Aktivitäten wurde das Kulturhaus auch für politische Veranstaltungen, Versammlungen (öffentliche und Betriebsversammlungen) und Kundgebungen genutzt.
Nach der Wende 1989 wurde das Kulturhaus noch bis etwa 1998 für verschiedene Konzerte, als Veranstaltungsgebäude und als Diskothek („Kulti“) genutzt. Ab dem Ende der 1990er Jahre standen die Gebäude leer und wurden dem Verfall preisgegeben.

### Abriss und Nachnutzung
Der Radeberger Stadtrat beschloss im Jahr 2009 den Abriss des Gebäudekomplexes des ehemaligen Kulturhauses und die Umstrukturierung bzw. Renaturierung der Fläche in eine öffentliche, parkähnliche  Grünanlage, die nahtlos in den Gelbkehain an der Großen Röder übergeht und mit diesem eine Einheit bildet. Die Neugestaltung des Geländes wurde mit Hilfe von Fördermitteln der Landesdirektion Dresden aus dem sächsischen Programm zur Brachenrevitalisierung realisiert. Auf der Fläche des ehemaligen Kulturhauses wurden Wege und Wiesenflächen angelegt sowie verschiedene Bäume gepflanzt.
Zur Erinnerung an das Kulturhaus wurde am ehemaligen Standort eine Stele mit dem Schriftzug Kulturhaus Maxim Gorki errichtet.

## Sonstiges
Zum Jahreswechsel 1964/1965 kam es in Radeberg und Umgebung zu einer Hepatitis-Epidemie. Im Kulturhaus wurden daraufhin Notunterkünfte mit Quarantäne-Funktion zur Unterbringung der Erkrankten eingerichtet, da die Kapazitäten des Krankenhauses nicht ausreichten, die Patienten isoliert unterzubringen.
Bevor die Stadt Radeberg den Abriss des Gebäudekomplexes beschloss, wurde das Kulturhaus mehrfach als Option für eine eventuelle Erweiterung des kulturellen Angebots Radebergs gehandelt. So wurde das Gebäude zum Beispiel im Flächennutzungsplan 2006 als möglicher Standort für ein städtisches Hallenbad aufgeführt.